# Jan Pol (dierenarts)
Jan-Harm Pol (Wateren, 4 september 1942) is een Nederlands-Amerikaanse dierenarts die bekend staat om zijn hoofdrol in de reality-tv-show The incredible Dr. Pol, uitgezonden op Nat Geo Wild.

## Leven en carrière
Jan-Harm Pol werd geboren op 4 september 1942 in Wateren, Drenthe in Nederland. Pol groeide op op het melkveebedrijf van zijn familie. Pol ontmoette zijn vrouw Diane Dalrymple als buitenlandse uitwisselingsstudent aan de Mayville High School in 1961.
Pol studeerde in 1970 af in de diergeneeskunde aan de Universiteit Utrecht. Pol en zijn vrouw Diane verhuisden naar Harbor Beach, Michigan, waar Pol tien jaar voor een andere dierenartsenpraktijk werkte en verhuisde toen naar Weidman, Michigan, waar hij en zijn vrouw in 1981 hun eigen praktijk begonnen, Pol Veterinary Services. De praktijk bestaat uit een mix van grote en kleine dieren. Door het niet beschikbaar zijn van spoedeisende dierenziekenhuizen in het landelijke gebied waarin de praktijk van Pol is gevestigd, vormen spoedgevallen een groot deel van de praktijk.
In 2013 getuigde Pol voor het Huis van Afgevaardigden van Michigan ten gunste van een wetsvoorstel dat de autoriteiten verbiedt om rapporten van wangedrag of beschuldigingen te onderzoeken "op basis van informatie die is verkregen door het bekijken van de uitzending van een realityprogramma."
De stijl van Pol werd gemengd ontvangen door dierenartsen en in 2014 kreeg Pol een boete van €450 en kreeg zijn vergunning een proeftijd van de Michigan Board of Veterinary Medicine voor het niet dragen van de juiste chirurgische kleding tijdens de behandeling van een Boston Terriër. Een jaar later werd de veroordeling echter vernietigd door het Michigan Court of Appeals, onder meer omdat die vond dat er geen sprake was van een schending van de zorgstandaard en dat "de eigenaren van de hond blij waren met de zorg die de hond kreeg. Ook had Pol geen dienst op dat moment, waardoor hij niet alle benodigde zaken bij zich had."
In 2013 ontving Pol een eredoctoraat van openbare dienst van de Central Michigan University.
In november 2024 werd het laatste seizoen van het realityprogramma rondom de dierenarts uitgezonden. 

## Privé
Pol is getrouwd met Diane Pol en heeft drie kinderen. Alle kinderen zijn geadopteerd: dochter Kathy en zoon Charles bij de geboorte en dochter Diane op 17-jarige leeftijd, na acht jaar pleegkind van de familie Pol te zijn geweest. Pol is kleurenblind en kan bepaalde kleuren zoals groen en rood niet correct onderscheiden.